# Ковалайнен, Хейкки
Хе́йкки Йоха́ннес Ковала́йнен (фин. Heikki Johannes Kovalainen; род. 19 октября 1981, Суомуссалми, Финляндия) — финский автогонщик, пилот Формулы-1 в сезонах 2007-2013.

## Обзор карьеры
Хейкки был одним из пилотов, входящих в программу поддержки Renault с начала своей гоночной карьеры, входя в неё, он выиграл Мировую серию Ниссан и закончил дебютный сезон серии GP2 в ранге вице-чемпиона. Renault подписала с ним контракт на место постоянного тест-пилота Формулы-1 в 2006, а позднее предоставила ему основное место в 2007. Ковалайнен заработал свой первый подиум на Гран-при Японии 2007 года, финишировав вторым.
Он перешёл в McLaren в сезоне 2008, где его напарником стал британец Льюис Хэмилтон. В своём втором сезоне Ковалайнен смог заработать первую поул-позицию на Гран-при Великобритании 2008 года и первую победу на Гран-при Венгрии 2008 года, став сотым пилотом, который смог выиграть Гран-при Формулы-1. Он остался с командой на сезон 2009 года.
В сезонах 2010 — 2012 годов Хейкки Ковалайнен являлся пилотом малайской команды, которая дебютировала в чемпионате мира Формулы-1 под названием Lotus Racing (2010 год), затем была переименована в Team Lotus (2011 год), а с сезона-2012 выступает в чемпионатах мира под названием Caterham F1 Team.
Гран-при Германии 2012 года стал 100-м Гран-при, в котором Хейкки Ковалайнен принял участие, но 99-м, в котором он участвовал непосредственно в гонке — из-за проблем с коробкой передач он не смог выйти на старт гонки в Испании в 2010 году.
В сезоне 2013 года, не получив продления контракта боевого пилота, после небольшого перерыва, Хейкки Ковалайнен вернулся в Формулу-1 в качестве резервного гонщика команды Caterham F1 Team. В конце сезона Хейкки предоставилась возможность заменить за рулём болида команды Lotus F1 Team основного гонщика этой команды Кими Райкконена, который был вынужден из-за медицинской операции пропустить два финальных Гран-при.
Не сумев продемонстрировать в выступлениях за Lotus F1 Team каких-либо существенных результатов, Хейкки Ковалайнен, до этого считавшийся одним из основных претендентов на место в Caterham F1 Team на сезон 2014 года, в итоге оказался за бортом Формулы-1. Владелец Caterham, Тони Фернандес, признал, что одной из причин такого выбора стала слабая форма Ковалайнена в Lotus.

## Ранняя карьера

### Картинг (1991—2000)
Карьера Ковалайнена началась с картинга, как и у большинства пилотов Формулы-1. Он выступал там с 1991 по 2000, где стал вице-чемпионом финского чемпионата Формула-А в 1999 и 2000. В 2000 Хейкки выиграл скандинавский чемпионат и соревнование Paris-Bercy Elf Masters, также финишировал третьим в мировом чемпионате Формулы Супер А, что принесло ему звание «финский картинговый гонщик года».

### Формула-Рено (2001)
Ковалайнен начал свою карьеру в открытых колёсах с чемпионата Британской Формулы-Рено, в которой его соотечественник Кими Райкконен выиграл в предыдущем году перед уходом в команду Формулы-1 Sauber. Обучение Ковалайнена во младших сериях было более традиционным, но он использовал поддержку Renault на своём пути.
Хейкки завершил чемпионат на четвёртом месте с двумя победами, двумя поул-позициями, пятью подиумами и тремя быстрыми кругами, а также получил звание «новичок года». Он также принял участие в Гран-при Макао Формулы-3, где финишировал восьмым.

### Формула-3 (2002)

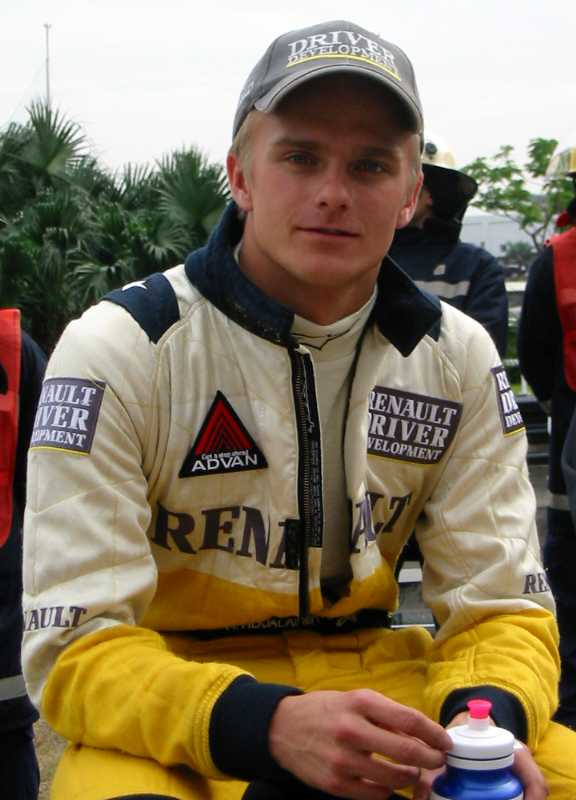
Ковалайнен на Гран-при Макао в 2002 году

Ковалайнена привлекли в программу поддержки молодых пилотов Renault, и в 2002 он перешёл в Британскую Формулу-3 вместе с командой Fortec Motorsport, использовавшей моторы Renault. Ковалайнен стал одним из самых конкурентоспособных пилотов во второй половине сезона, одержав пять побед в последних девяти гонках. С тремя поул-позициями, тремя быстрыми кругами и третьим местом в чемпионате позади Робби Керра и Джеймса Кортни он снова стал новичком года.
Также он продемонстрировал неплохую форму на международных этапах Формулы-3, финиширов вторым в Гран-при Макао и четвёртым в Зандвоорте в рамках Формулы-3 Мастерс.

### Мировая серия Ниссан (2003—2004)
Ковалайнен перешёл в принадлежащую Renault Мировую серию Ниссан в 2003 — но проиграл своему напарнику по команде Gabord Франку Монтаньи. За плечами Монтаньи уже было два сезона в Мировой серии и он также уже был чемпионом в 2001. Монтаньи выиграл титул в 2003 с девятью победами, Ковалайнен одержал одну.
Финн остался в серии в 2004, но перешёл в команду Pons Racing. Ковалайнен выиграл чемпионат, обогнав ближайшего преследователя Тьягу Монтейру, набрав 192 очка и заработав шесть побед.
С Кими Райкконеном, который финишировал седьмым в Формуле-1, и Маркусом Гронхольмом, финишировавшим пятым в чемпионате мира по ралли, Ковалайнен получил звание финского пилота года.

### Гонка чемпионов

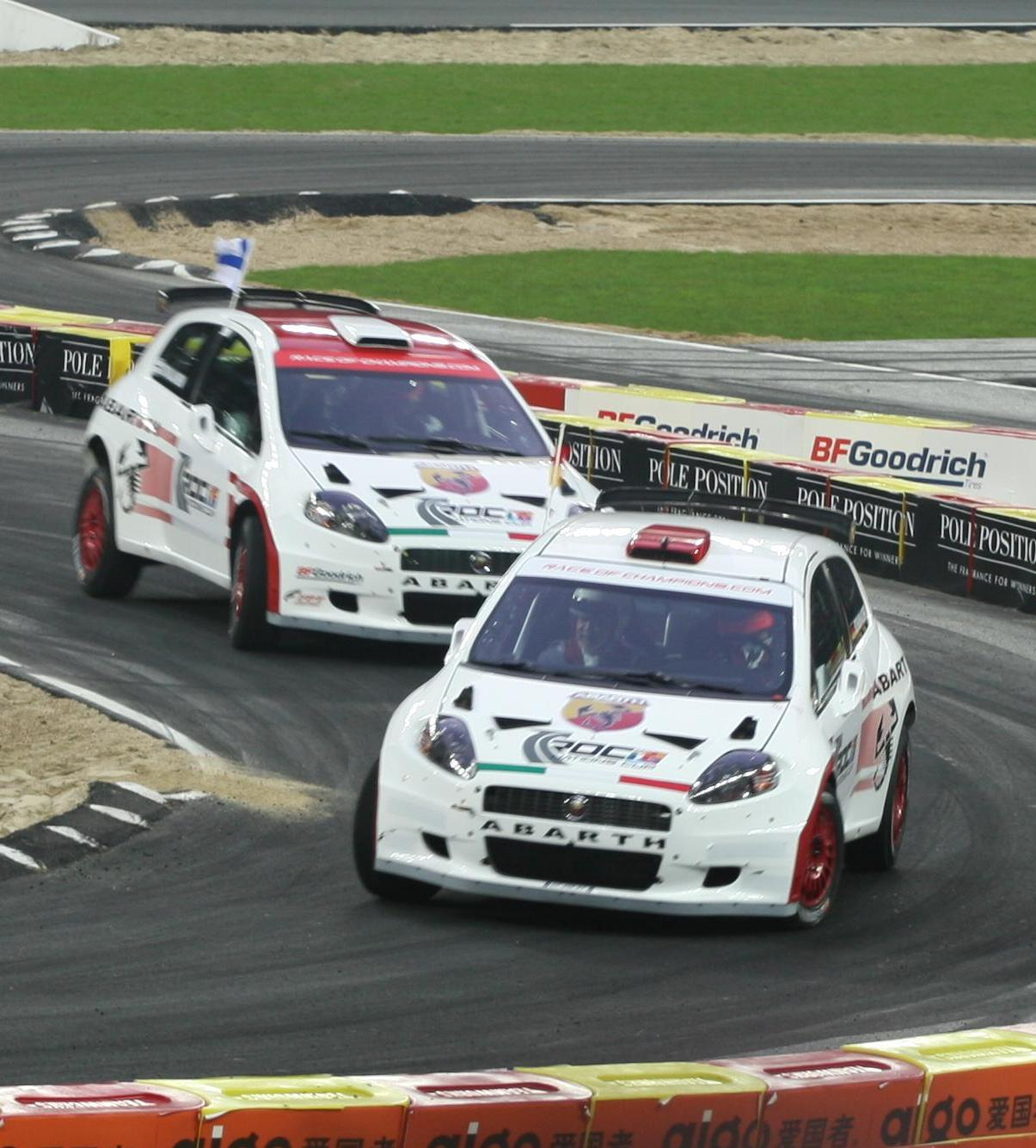
Ковалайнен и Михаэль Шумахер на Гонке чемпионов 2007 года.

Ковалайнен принял участие в Гонке чемпионов 2004 года на стадионе Стад де Франс в Париже. В первых двух раундах, он выиграл у бывших пилотов Формулы-1 Дэвида Култхарда и Жана Алези, а затем — у звезды Ferrari Михаэля Шумахера на Ferrari 360 Modena в полуфинале. В финале Хейкки выиграл у чемпиона чемпиона мира по ралли Себастьена Лёба, используя Ferrari и Peugeot 307 WRC, несмотря на то, что перед этим Ковалайнен никогда не садился за руль раллийной машины.
Он стал первым не раллийным финским гонщиком, кто стал обладателем Памятного трофея Хенри Тойвонена и заработал титул «Чемпион чемпионов».
Он также принимал участие в кубке наций с соотечественником Маркусом Гронхольмом. Команда финишировала на втором месте после поломки Ferrari 360 Modena Ковалайнена в финале, а чемпионом стала французская команда состоящая из Лёба и Алези.
Он вернулся в гонку чемпионов в 2005, где обогнал Бернда Шнайдера и Фелипе Массу, но в полуфинале его обошёл Том Кристенсен.
Ковалайнен продолжил участие в гонке в 2006, выиграв кубок наций с Маркусом Гронхольмом. В индивидуальном соревновании он снова выбыл в полуфинале, на этот раз его обогнал Маттиас Экстрём всего лишь на 0.0002.
В 2007 Ковалайнен был по-прежнему силён. Он и его партнёр Маркус Гронхольм привели Финляндию в финал кубка наций, где они проиграли немецкой команде, в которой были Михаэль Шумахер и Себастьян Феттель. Ковалайнен обошёл Феттеля в индивидуальной гонке, перед аварией у финишной линии в следующем раунде против Энди Приоля. Он пересёк линию, потеряв управление, и Приоль обошёл его.
В 2010 году на Гонке Чемпионов Ковалайнен в первом же заезде Кубка Чемпионов попал в зрелищную аварию, разбив Audi R8 Le Mans и снеся значительный кусок ограждения между треками, но, к счастью, ни он, ни его девушка, находившаяся во время заезда рядом с ним, не пострадали, и после короткого медицинского осмотра, целый и невредимый Хейкки снялся с гонки.
Позже, после полноценного осмотра в Швейцарии выяснилось, что финн пострадал гораздо больше, чем показалась при первичном осмотре. Ковалайнен перенёс серьёзное сотрясение мозга, а его девушка получила трещину в костях таза и бедра и травму мышц ног. Обоим было прописано лечение и постельный режим.

### GP2 (2005)
В 2005 Ковалайнен принимал участие в GP2, новой серии поддержки Формулы-1 и продолжателя Формулы-3000. Выступая за команду Arden International, Ковалайнен начал сезон с сильными результатами, на самом первом этапе нового чемпионата в Имоле он одержал победу и финишировал третьим в спринте. В Барселоне Хейкки продолжил серию подиумов, финишировав третьим, но в спринте попал в аварию на старте. Ковалайнен доминировал во время гонки в Монако, заработав поул-позицию, лидируя 21 круг со старта и установив быстрейший круг. Но проблемы на пит-стопе откинули его на пятое место. В Нюрбургринге он показал лучший результат, выиграв гонку при старте с 17-го места. В воскресном спринте Хосе Мария Лопес врезался в Ковалайнена, что привело к сходу. В Маньи-Куре Хейкки снова выиграл, но уже стартуя четвёртым, и пришёл третьим в спринте.
С этого момента, возродивший былую форму Нико Росберг и команда ART Grand Prix, казалось, смогли найти больше скорости и начали зарабатывать победы, став главными конкурентами Ковалайнена в борьбе за победу в чемпионате. Ковалайнен и Arden не сдавались, заработав подиумы в Сильверстоуне, Хоккенхайме и Хунгароринге, но им не хватало скорости, чтобы обойти Росберга. В основной гонке в Стамбуле Ковалайнен финишировал 10-м из-за проблем с мотором, но в дождевом спринте он смог победить. В Монце Arden были снова быстрыми, и Ковалайнен заработал второй поул в сезоне и выиграл основную гонку. В спринте он обеспечил всего лишь пятое место, тем не менее, за четыре гонки до конца сезона Ковалайнен опережал Росберга на четыре очка.
В хаотичном уик-энде в Спа, где был ливень и сейфти-кар, Росберг вышел в лидеры чемпионата. На последних двух гонках в Бахрейне Росберг и ART выглядели снова непревзойдёнными, и он сохранил лидирование в чемпионате, выиграв основную гонку, в то время как Ковалайнен приехал третьим. Сойдя в последней гонке, Ковалайнен закончил сезон в ранге вице-чемпиона, отстав на 15 очков.

## Формула-1

### Renault (2004—2007)

#### 2004—2006

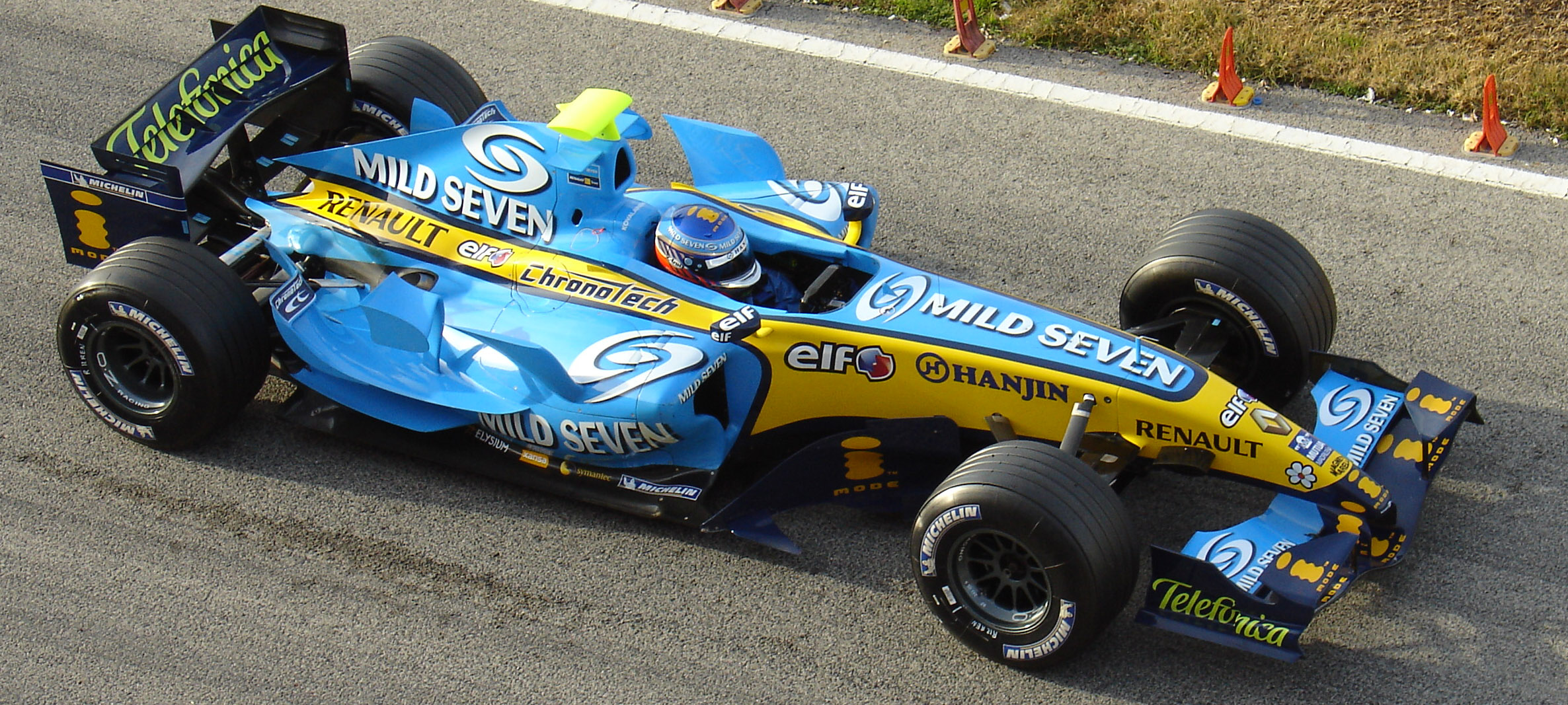
Ковалайнен тестирует Renault в 2006 в Валенсии.

Ковалайнен, Франк Монтаньи и Хосе Мария Лопес тестировали болид Формулы-1 Renault R23B в Барселоне в декабре 2003. Ковалайнен также тестировал Minardi, но Renault дала ему место тест-пилота вместе с Монтаньи в 2004.
Ковалайнен занял место Монтаньи в конце 2005 и провёл сезон 2006 в роли постоянного тест-пилота, пройдя примерно 28,000 км тестовой дистанции.
Основной пилот Renault Фернандо Алонсо подписал контракт с McLaren на сезон 2007 года, и в Renault решили взять Ковалайнена на его место, подтвердив контракт 6 сентября 2006. Босс команды Флавио Бриаторе сказал: «С Ковалайненом, я надеюсь, нашёл анти-Алонсо.»

#### 2007
Дебют Ковалайнена состоялся на Гран-при Австралии 2007 года. Старт сезона оказался неудачным: он допустил несколько ошибок во время гонки и финишировал десятым.

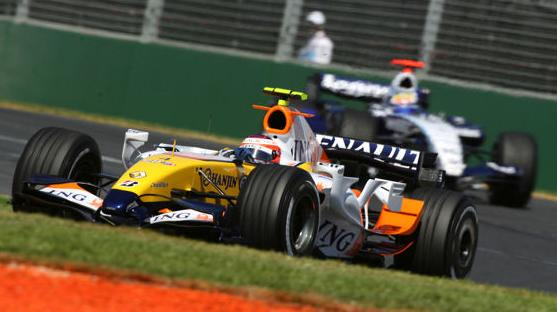
Ковалайнен на Гран-при Австралии 2007 года впереди Нико Росберга.

Ковалайнен заработал своё первое очко на втором Гран-при в Малайзии, за этим последовало девятое место в Бахрейне. Он заработал седьмое место в Барселоне, обойдя своего напарника Джанкарло Физикеллу. В Монако он финишировал 13-м.
В Канаде он допустил много ошибок на свободных заездах, включая вылет в 7-м повороте и удар о барьер. Он разбился в первой шикане в квалификации, значительно повредил переднее антикрыло и не смог пройти во второй сегмент квалификации. В ранней части гонки он смог пробиться на высокие места. А дальше ему повезло со стратегией и машиной безопасности, и он уже был в подиумной зоне, но его обошёл Александр Вурц на Williams, который также стартовал из задних рядов. В конце гонки он отбивал атаки Кими Райкконена на Ferrari и смог удержать своё четвёртое место.

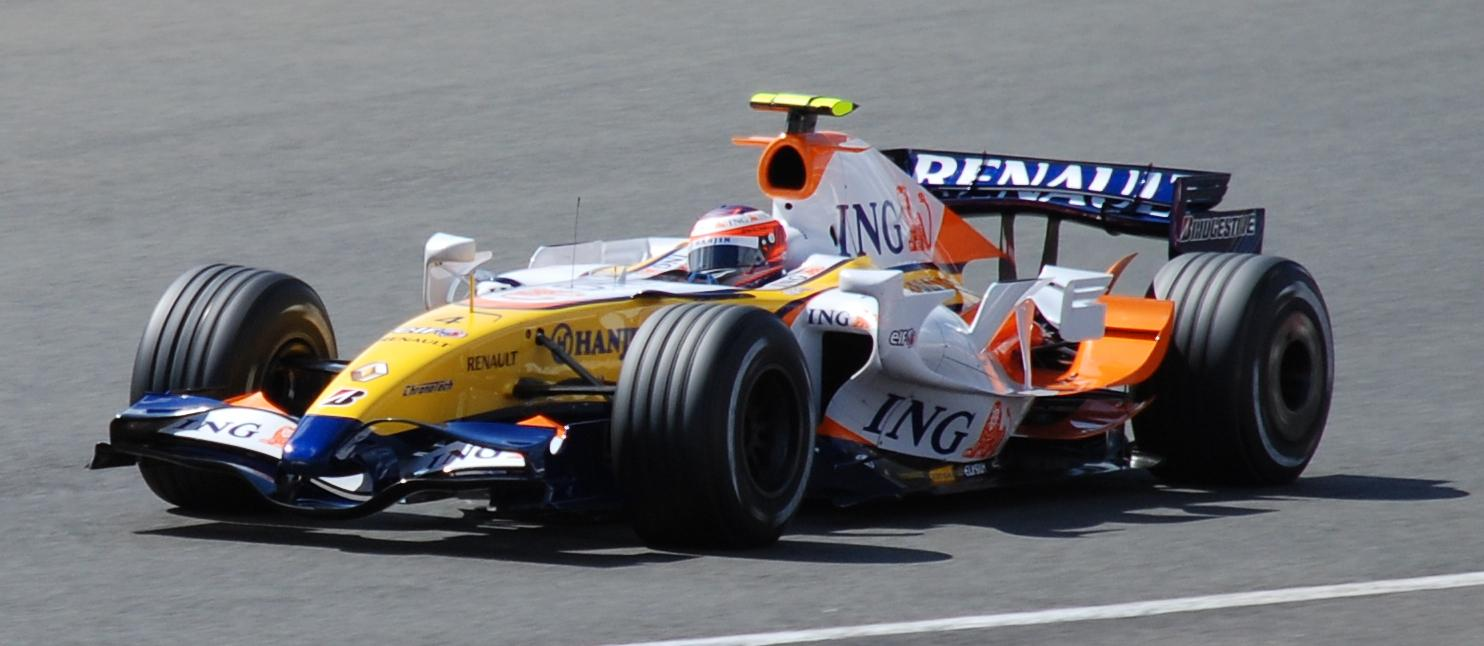
Ковалайнен на Гран-при Великобритании 2007 года.

В США на трассе Индианаполис Мотор Спидвей он также показал достойный результат. Он хорошо квалифицировался и хорошо принял старт, не дав обогнать себя Райкконену, который стартовал пятым. Но Райкконен всё же смог обойти его за счёт пит-стопов. Он вернулся в гонку позади Ferrari и шёл шестым до тех пор, пока перед ним не сошёл Ник Хайдфельд на BMW Sauber, в итоге Ковалайнен приехал к финишу пятым, в то время как Физикелла не смог набрать очков.
Во второй половине сезона ему не удавалось показывать такие же результаты, но он по-прежнему набирал очки. Во Франции на трассе Маньи-Кур, результат был разочаровывающим. Находясь со своим напарником в шпильке Аделаида, Ярно Трулли из Toyota сделал оптимистичный выпад, и его с Хейкки развернуло. Ковалайнен добрался до пит-стопа и финишировал 15-м. Седьмое место на Гран-при Великобритании не стало катастрофой, поскольку он финишировал впереди Физикеллы.
На Нюрбургринге Ковалайнен заработал одно очко, но будь стратегия чуть получше, и он бы финишировал на подиуме. На Хунгароринге он также заработал всего одно очко, хотя в Турции смог заработать уже три, обогнав Роберта Кубицу. Ковалайнен впервые лидировал в Гран-при, когда три болида перед ним совершали пит-стопы. Седьмое место в Монце было справедливым результатом.

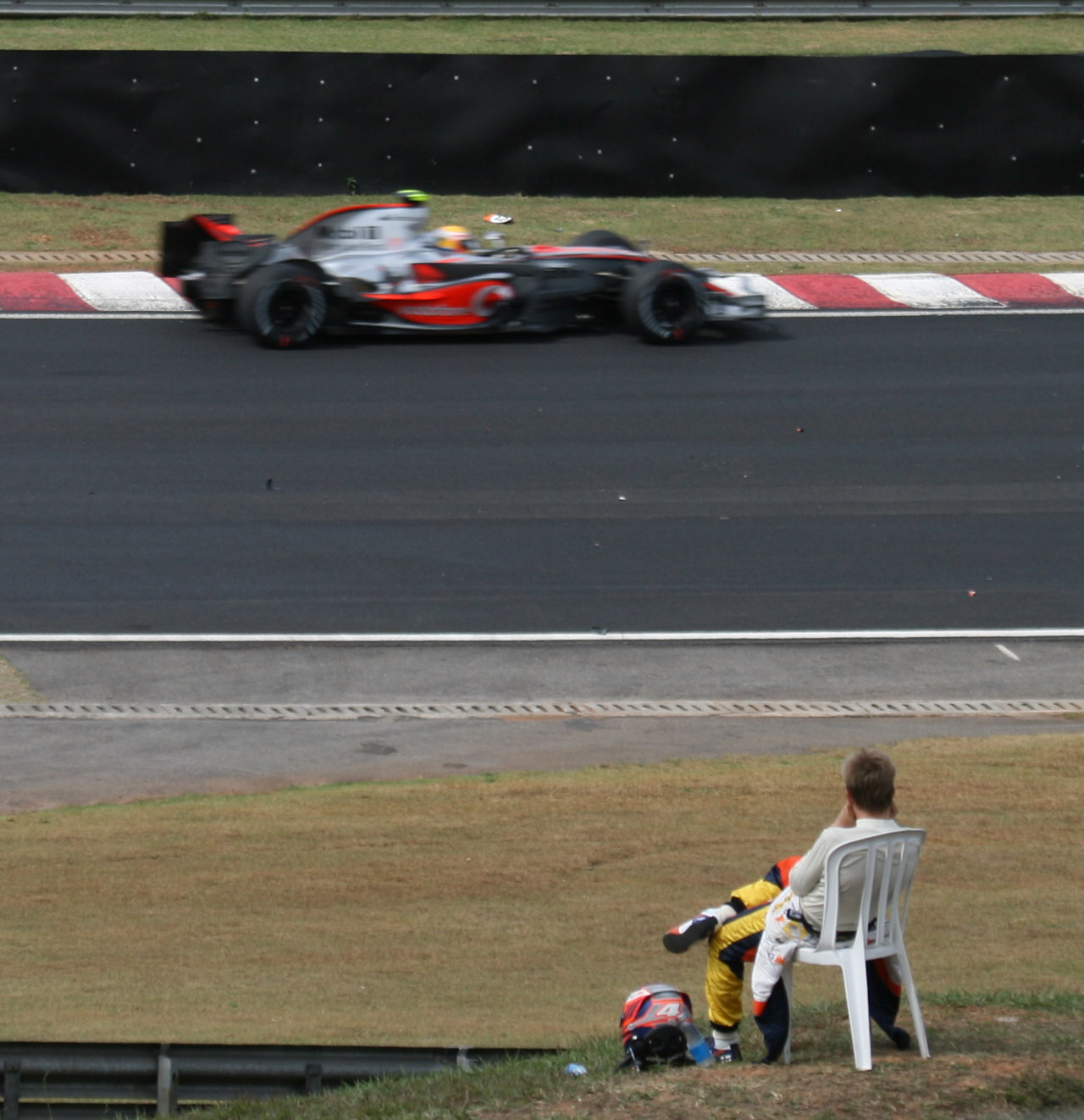
Ковалайнен нашёл время, чтобы полюбоваться Гран-при Бразилии после единственного за сезон схода

Команда рискнула в Спа-Франкоршаме, отправив Ковалайнена в гонку на тактике одного пит-стопа, в то время как соперники впереди были на стратегии двух пит-стопов, включая пилотов BMW Хайдфельда и Кубицу (который потерял десять мест на стартовой решётке за смену двигателя), Нико Росберга и Марка Уэббера. Хороший старт Ковалайнена позволил ему пройти всех в шикане, включая Уэббера. Риск не оправдался, и ему помешал шедший позади Ковалайнена Кубица. Гораздо более успешным выдался для него Гран-при Японии на трассе Фудзи Спидвей, где несмотря на то, что он не смог пройти в финальную часть квалификации, он провёл замечательную гонку. Когда у большинства соперников были проблемы из-за дождевых условий, Ковалайнен не пропустил Райкконена на последних кругах и финишировал вторым, заработав первый в карьере подиум.
В Китае он приехал к финишу девятым. В Бразилии Ковалайнен допустил ошибку в квалификации и стартовал семнадцатым. На старте его напарник Физикелла стал причиной аварии с Саконом Ямамото, и в том же повороте Ральф Шумахер врезался в Ковалайнена, что заставило Хейкки заехать на пит-стоп. На 36-м круге он почувствовал вибрацию левого заднего колеса, и его вынесло с трассы и ударило об отбойник. Сход после повреждений, оказанных Шумахером, стал первым в его сезоне, что помешало Ковалайнену стать первым в истории гонщиком, который бы в первом сезоне финишировал во всех гонках. В итоге он повторил рекорд Тьягу Монтейру, финишировав в первых 16 гонках.

### McLaren (2008—2009)
В конце 2007 года Фернандо Алонсо вернулся в Renault, и прошли слухи о появлении Ковалайнена в Toyota или McLaren. 14 декабря 2007 года было объявлено, что он заменит Алонсо в McLaren Mercedes в сезоне 2008 года, а его напарником будет Льюис Хэмилтон. Ковалайнен стал четвёртым финном, выступавшим в базирующейся в Уокинге команде, вслед за Кеке Росбергом, Микой Хаккиненом и Кими Райкконеном.

#### 2008

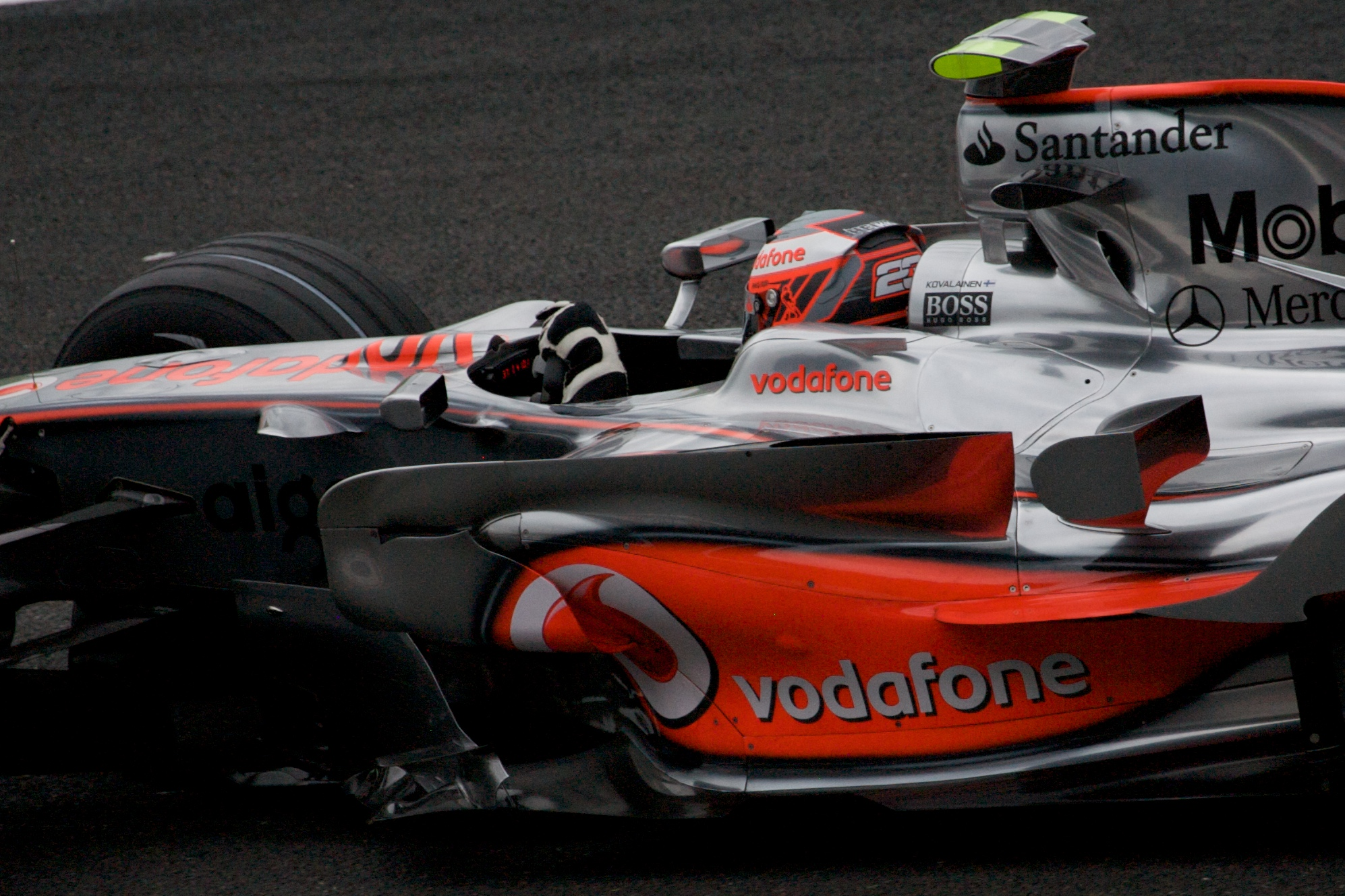
Ковалайнен управляет McLaren MP4-23.

Свои первые тесты с McLaren Ковалайнен провёл 9 января 2008 с Педро де ла Росой на трассе Херес, а на следующий день с Льюисом Хэмилтоном.
На Гран-при Австралии 2008 года он был быстрейшим в первой квалификационной сессии и стартовал третьим позади Льюиса Хэмилтона и Роберта Кубицы. Он обогнал Фернандо Алонсо на последнем круге, но из-за случайного включения лимитатора он вернул четвёртое место Алонсо, а сам финишировал пятым. Быстрый круг гонки остался за Ковалайненом.
В Малайзии он показал третье время в квалификационной сессии, но был наказан потерей пяти мест за блокировку Ника Хайдфельда. Ковалайнен финишировал третьим, в то время как Льюис Хэмилтон столкнулся проблемами на пит-стопе, а Ferrari Фелипе Массы развернуло, и он сошёл.
В Бахрейне он повредил покрышку на первом круге и пропустил болиды Ferrari и BMW Sauber. В конце гонки он ускорился и снова установил быстрейший круг гонки, придя к финишу пятым.

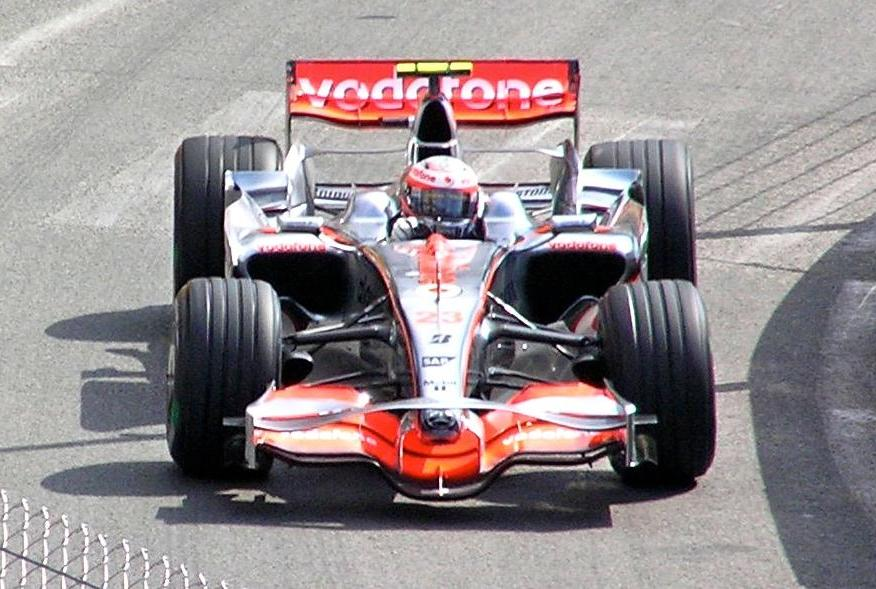
Ковалайнен на Гран-при Монако 2008 года

На Гран-при Испании 27 апреля 2008 года, болиды перед Ковалайненом ушли на пит-стоп и он лидировал в гонке, но у него лопнула шина и он разбился на 21-м круге. Болид Ковалайнена был практически полностью завален покрышками. Машина безопасности провела шесть кругов на трассе пока расчищали дебри из покрышек, и когда его наконец вызволили из болида, он поднял палец вверх, тем самым показав, что он в сознании. На вертолёте его перевезли в госпиталь Барселоны для обследования. В итоге он отделался лёгким сотрясением мозга и царапинами на локтях и шее. Ковалайнен не терял сознания, если верить тем людям, которые помогали ему выбраться, но он не помнил ни аварии, ни того, что он поднимал палец вверх. Первая вещь, которую он помнил, это то, что его разбудили в больнице, и врач команды рассказал ему что с ним произошло. Ковалайнена выписали из госпиталя через два дня и он мог принимать участие в Гран-при Турции до которого оставалось две недели. Причиной аварии стал брак при производстве рулевой колонки.
На Гран-при Турции стало более очевидно, что тактики для пилотов в McLaren используются разные. Хэмилтону досталась агрессивная стратегия, состоящая из трёх пит-стопов, чтобы избежать проблем с шинами как в прошлом году, в то время как Ковалайнен был на тактике двух пит-стопов. Ковалайнен стартовал с первого ряда, но после прокола в борьбе с Кими Райкконеном в первом повороте, он терял позиции. И в итоге финишировал двенадцатым.
Более разочаровывающим стал Гран-при Монако, когда из-за проблем с коробкой передач болид Хейкки заглох. Ему пришлось стартовать с пит-лейн, где механики изменили настройки руля и он приехал к финишу восьмым.
В Монреале для Ковалайнена настала очередь трудностей с покрышками. Он квалифицировался седьмым. Во время гонки состояние шин ухудшалось быстрее, чем у Хэмилтона на этой трассе, и команда была вынуждена сказать чтобы он ехал медленнее во избежание прокола. Он финишировал девятым, и позднее назвал гонку полной катастрофой из-за того, что шины не подходили к его стилю пилотирования. На Гран-при Франции Ковалайнен стартовал десятым после потери пяти мест за блокировку Марка Уэббера в квалификации, а финишировал четвёртым.
В Сильверстоуне Ковалайнен заработал свою первую поул-позицию. Он лидировал в течение первых четырёх кругов, но на пятом круге в повороте Stowe его обогнал Хэмилтон. Ковалайнен терял места на сырой трассе, и дважды за гонку его болид разворачивало. Он финишировал пятым. После гонки Хейкки сообщил о некоторых проблемах с шинами, которые преследуют его с Канады; после нескольких кругов покрышки потеряли сцепление с трассой и он потерял контроль над болидом. Ковалайнен снова винил в этом свой стиль вождения, дополненый сухими настройками болида и дождевыми условиями.

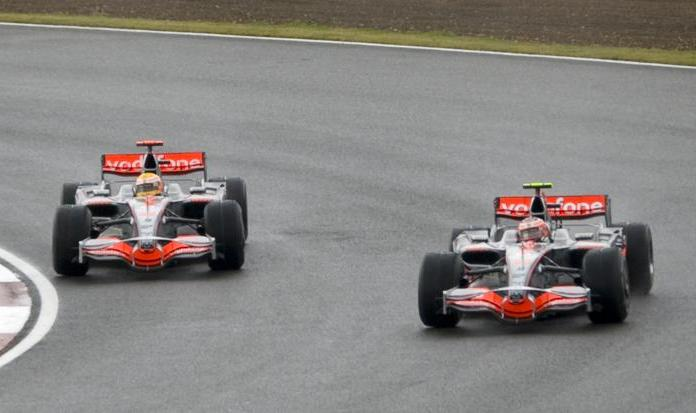
Ковалайнен впереди Льюиса Хэмилтона в Сильверстоуне.

На Гран-при Германии 2008 года Ковалайнен финишировал пятым. Неделей спустя на Гран-при Венгрии команда McLaren подтвердила, что он останется с командой на сезон 2009 года. Он выиграл гонку в Венгрии и стал 100-м победителем Гран-при Формулы-1, после того как лидер гонки Фелипе Масса сошёл из-за сгоревшего двигателя за три круга до финиша. После гонки Ковалайнен сказал следующее: «В предыдущих гонках я слишком жёстко обходился с шинами. В этой гонке у меня радикальные изменения в настройках, и это уже шаг в правильном направлении.»
На Гран-при Европы 2008 года он финишировал четвёртым. 5 сентября Ковалайнен уточнил свои проблемы с шинами для журнала «Autosport». Проблемой действительно оказались различия с Хэмилтоном в стиле вождения, особенно то, как они входят в повороты, по-разному используя тормоза, а затем ускоряются. Хэмилтон быстрее поворачивает, тогда как Ковалайнен старается сделать более широкий поворот, сильнее изнашивая шины. На базе смогли адаптировать болид под его стиль пилотирования.
В Бельгии он квалифицировался третьим, но потерял восемь мест на старте. На десятом круге он врезался в Марка Уэббера, и ему пришлось проехать через пит-лейн в наказание за это, что отбросило его на пятнадцатое место. Он смог пробиться на седьмое место, но на финальном круге сошёл из-за проблем с коробкой передач, и в итоге был классифицирован десятым. На Гран-при Италии 2008 года он квалифицировался вторым позади Себастьяна Феттеля во время сильнейшего ливня. В гонке Ковалайнен не смог прогреть тормоза и не мог догнать Феттеля. Он приехал вторым, но был разочарован нереализованным шансом на победу.
На Гран-при Сингапура 2008 года Ковалайнен квалифицировался пятым, врезавшись в стену во время финальной попытки. На старте гонки он пытался обогнать Кубицу в борьбе за четвёртую позицию, но произошёл контакт в третьем повороте, и Ковалайнен уступил Глоку и Феттелю. Во время появления машины безопасности, оба пилота McLaren были на пит-стопе в одно время — Хейкки ожидал своей очереди после Хэмилтона, что отбросило его на 14-е место. В итоге он финишировал десятым.

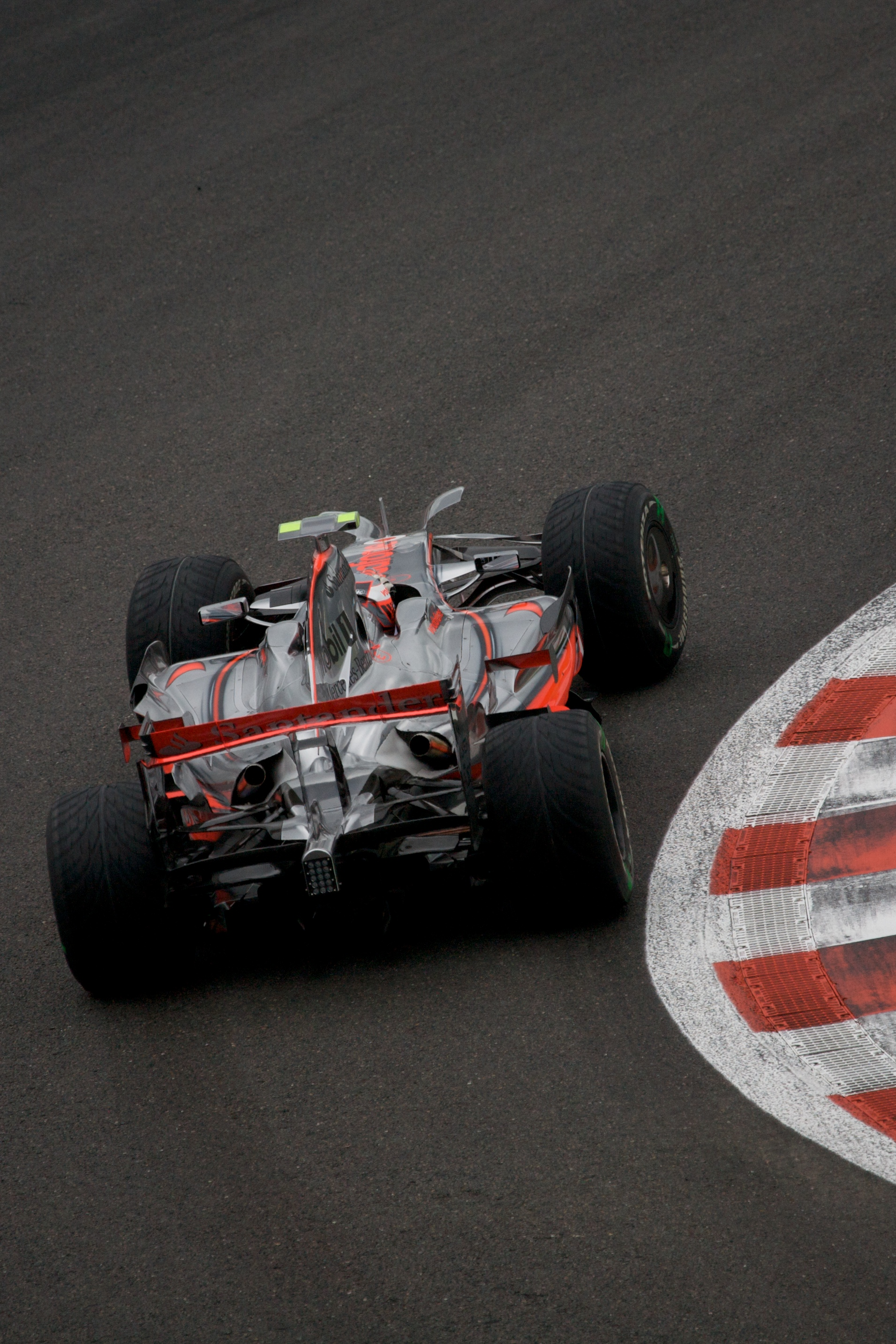
Ковалайнен на Гран-при Бельгии 2008 года.

Перед Гран-при Японии Ковалайнен обсудил проблемы со стилем вождения и шинами в интервью финской газете «Turun Sanomat», чувствуя что в команде решили проблемы. Он объяснил что его нынешний стиль вождения стал похожим на стиль Хэмилтона, так же как и настройки его болида. Для McLaren MP4-23 больше подходит агрессивный стиль вождения. Хэмилтон жёстче работает с тормозами и быстрее входит в повороты, в то время как Ковалайнен придерживается мягкого стиля пилотирования и дольше входит в поворот, и не так резко жмёт на педали тормоза и газа при выходе из поворота. Так как McLaren жёстче относится к шинам чем Renault, а Bridgestone слабее Michelin, это ведёт к постепенному разрушению шин.
В Японии Ковалайнен квалифицировался третьим позади Хэмилтона и Райкконена. Во время сражения Хэмилтона и Райкконена Ковалайнен следовал за ними вместе с несколькими другими болидами. Ковалайнен шёл третьим, но на 17-м круге у него отказал двигатель.
На Гран-при Китая он стартовал с пятого места на стартовой решётке. В гонке его снова преследовали проблемы с шинами. Его первый комплект передних шин был неправильно маркирован, и левая покрышка оказалась на месте правой, шины крутились в неправильном направлении и быстро стирались. Он сообщил об этом по радио, и во время пит-стопа механики попытались исправить ситуацию, повысив угол переднего антикрыла. На этот раз уже проблем с маркировкой не было, тем не менее это привело к стиранию шин. Возможно из-за этого у него взорвалась правая левая[уточнить] шина на 35-м круге, что откинуло его на 17-е место, перед тем как он окончательно сошёл на 49-м круге из-за проблем с гидравликой.
На Гран-при Бразилии 2008 года, Ковалайнен показал быстрейшее время всего уик-энда, но в итоге Хэмилтон и Ковалайнен стартовали четвёртым и пятым соответственно, и с бо́льшим количеством топлива, чем гонщики на первых рядах. В итоге Ковалайнен финишировал седьмым.

#### 2009

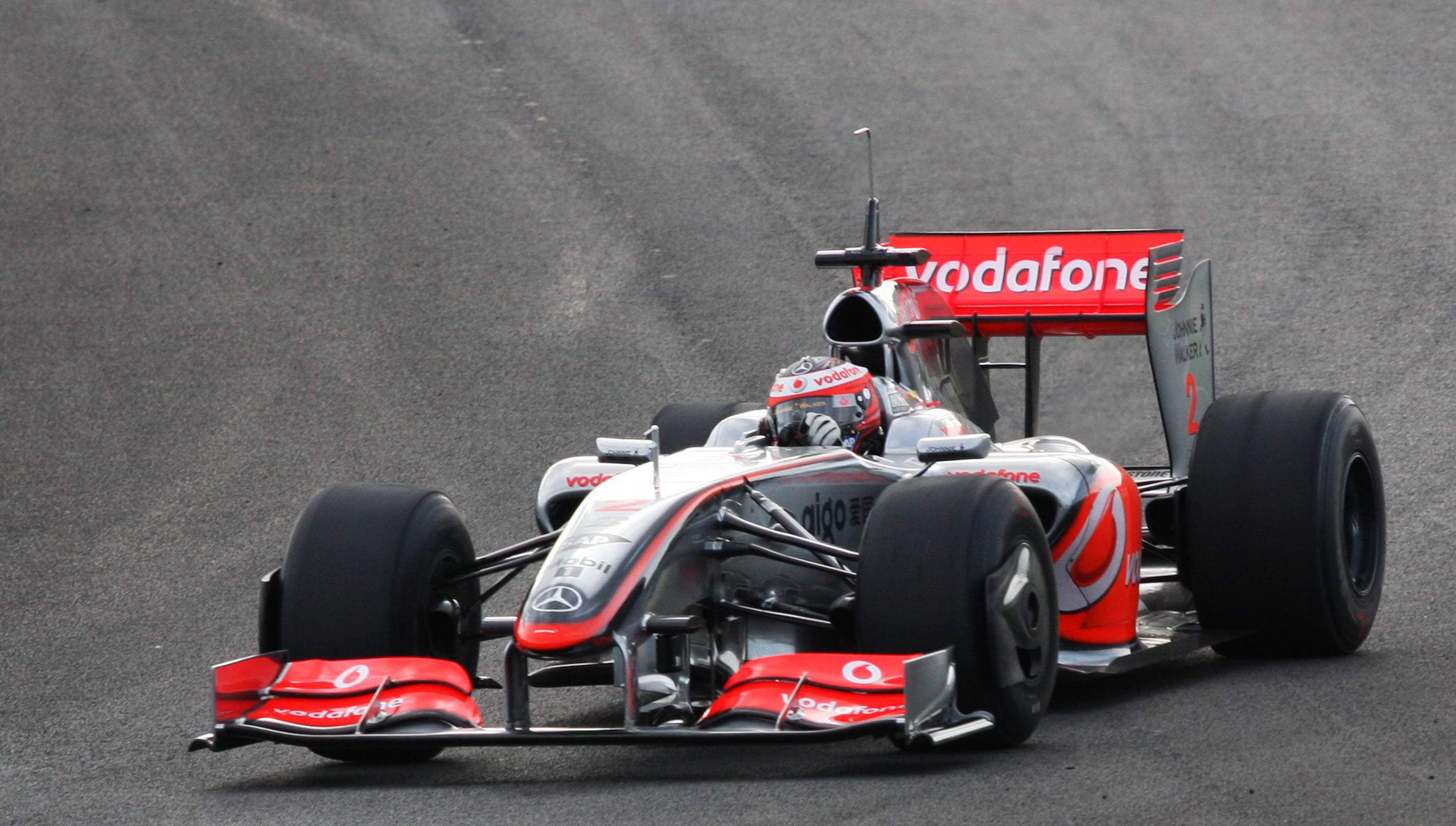
Ковалайнен тестирует McLaren MP4-24 в Херес.

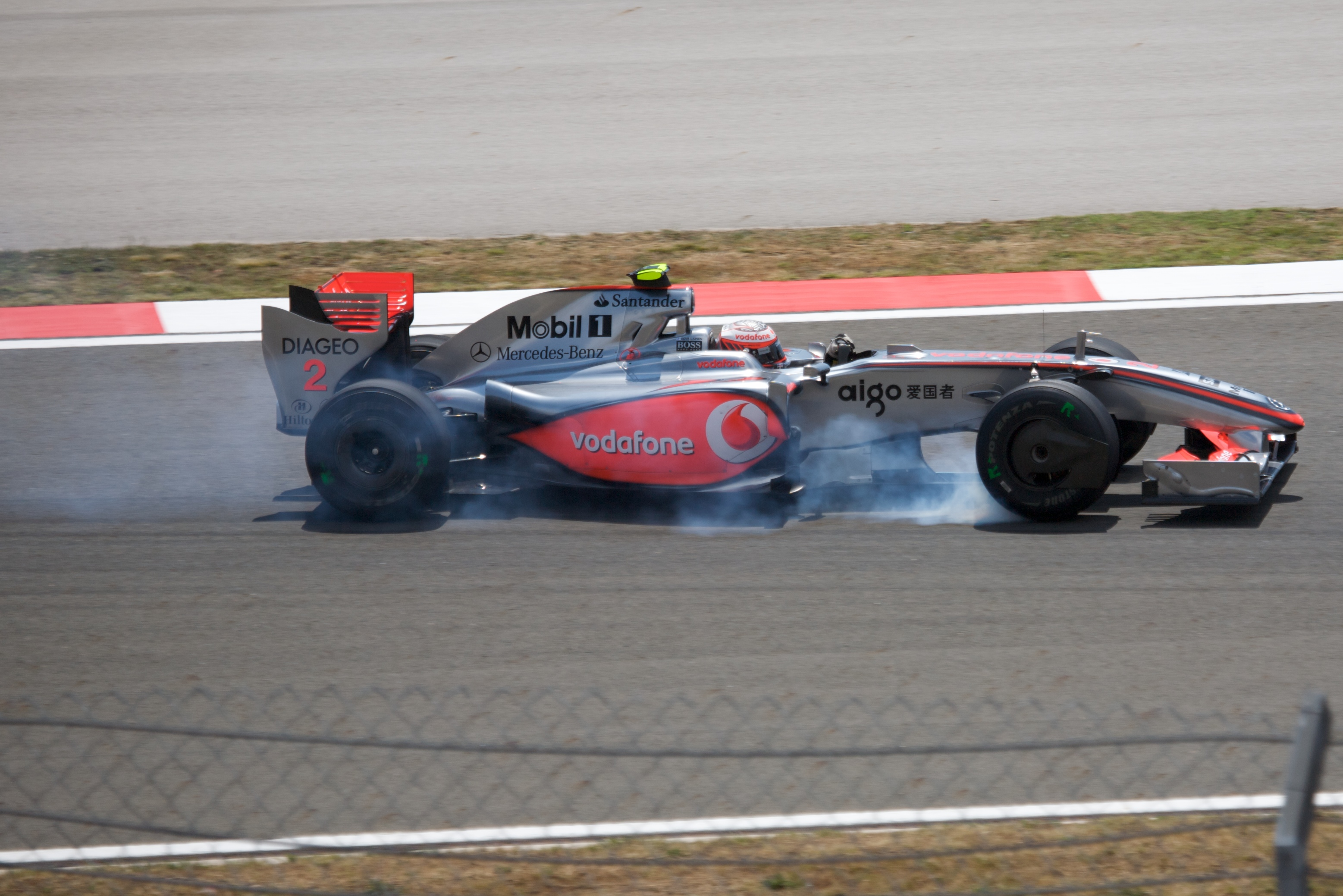
Ковалайнен на Гран-при Турции 2009 года.

На старте сезона 2009 McLaren готовилась к худшему. Ковалайнен и Хэмилтон не смогли войти в топ-10 квалификации по итогам двух гонок.
На Гран-при Австралии Ковалайнен сошёл после контакта с Марком Уэббером в первом повороте, в Малайзии его развернуло на первом круге во время борьбы с Хэмилтоном и Массой. В Китае он заработал первые очки в сезоне, финишировав пятым. На Гран-при Великобритании, в Хейкки врезался Себастьен Бурде. Хейкки доехал до боксов, вернулся в гонку, но впоследствии сошёл. На Гран-при Германии он впервые с Гран-при Китая заработал очко и при этом обошёл своего напарника, стартовавшего на обновлённом болиде. После этого последовала череда из пяти очковых финишей. В конце сезона Ковалайнен потерял мотивацию и не набрал ни одного очка. После Гран-при Абу-Даби он сообщил, что покинет McLaren после этого года.

## Личная жизнь
У Ковалайнена есть девушка-британка Кэтрин Хайд, которая увлекается спортивной психологией. Они решили пожениться 10 октября 2010.

## Результаты выступлений

### Статистика
| Сезон     | Серия                         | Команда                       | Старты     | Победы     | Поулы      | БК         | Подиумы    | Очки       | Место      |
| --------- | ----------------------------- | ----------------------------- | ---------- | ---------- | ---------- | ---------- | ---------- | ---------- | ---------- |
| 2001      | Формула-Рено 2000 UK          | Fortec Motorsport             | 13         | 2          | 2          | 3          | 5          | 243        | 4          |
| 2001      | Гран-при Макао                | Fortec Motorsport             | 1          | 0          | 0          | 0          | 0          | -          | 8          |
| 2001      | Супер-при Кореи               | Fortec Motorsport             | 1          | 0          | 0          | 0          | 0          | -          | 25         |
| 2002      | Британская Формула-3          | Fortec Motorsport             | 26         | 5          | 2          | 3          | 12         | 257        | 3          |
| 2002      | Гран-при Макао                | Fortec Motorsport             | 1          | 0          | 0          | 0          | 1          | -          | 2          |
| 2002      | Супер-при Кореи               | Fortec Motorsport             | 1          | 0          | 0          | 0          | 0          | -          | 14         |
| 2002      | Формула-3 Мастерс             | Fortec Motorsport             | 1          | 0          | 0          | 0          | 0          | -          | 4          |
| 2003      | Мировая серия Ниссан          | Gabord Competición            | 18         | 1          | 3          | 1          | 4          | 134        | 2          |
| 2004      | Мировая серия Ниссан          | Pons Racing                   | 18         | 6          | 10         | 8          | 11         | 176        | 1          |
| 2004      | Формула-1                     | Mild Seven Renault F1 Team    | тест-пилот | тест-пилот | тест-пилот | тест-пилот | тест-пилот | тест-пилот | тест-пилот |
| 2005      | GP2                           | Arden International           | 23         | 5          | 2          | 1          | 12         | 105        | 2          |
| 2005      | Формула-1                     | Mild Seven Renault F1 Team    | тест-пилот | тест-пилот | тест-пилот | тест-пилот | тест-пилот | тест-пилот | тест-пилот |
| 2006      | Формула-1                     | Mild Seven Renault F1 Team    | тест-пилот | тест-пилот | тест-пилот | тест-пилот | тест-пилот | тест-пилот | тест-пилот |
| 2006      | Формула-1                     | Team McLaren Mercedes         | тест-пилот | тест-пилот | тест-пилот | тест-пилот | тест-пилот | тест-пилот | тест-пилот |
| 2007      | Формула-1                     | ING Renault F1 Team           | 17         | 0          | 0          | 0          | 1          | 30         | 7          |
| 2008      | Формула-1                     | Vodafone McLaren Mercedes     | 18         | 1          | 1          | 2          | 3          | 53         | 7          |
| 2009      | Формула-1                     | Vodafone McLaren Mercedes     | 17         | 0          | 0          | 0          | 0          | 22         | 12         |
| 2010      | Формула-1                     | Lotus Racing                  | 18         | 0          | 0          | 0          | 0          | 0          | 20         |
| 2011      | Формула-1                     | Team Lotus                    | 19         | 0          | 0          | 0          | 0          | 0          | 22         |
| 2012      | Формула-1                     | Caterham F1                   | 20         | 0          | 0          | 0          | 0          | 0          | 22         |
| 2013      | Формула-1                     | Caterham F1                   | тест-пилот | тест-пилот | тест-пилот | тест-пилот | тест-пилот | тест-пилот | тест-пилот |
| 2013      | Формула-1                     | Lotus GP                      | 2          | 0          | 0          | 0          | 0          | 0          | 21         |
| 2014      | DTM                           | BMW Motorsport                | тест-пилот | тест-пилот | тест-пилот | тест-пилот | тест-пилот | тест-пилот | тест-пилот |
| 2015      | Super GT — GT500              | Lexus Team SARD               | 8          | 0          | 0          | 0          | 0          | 23         | 13         |
| 2016      | Super GT — GT500              | Lexus Team SARD               | 8          | 1          | 2          | 0          | 4          | 82         | 1          |
| 2017      | Super GT — GT500              | Lexus Team SARD               | 8          | 1          | 0          | 0          | 2          | 44         | 8          |
| 2018      | Super GT — GT500              | Lexus Team SARD               | 8          | 1          | 0          | 0          | 2          | 42         | 9          |
| 2019      | Super GT — GT500              | Lexus Team SARD               | 8          | 1          | 0          | 0          | 1          | 44         | 5          |
| 2019      | Intercontinental GT Challenge | HubAuto Corsa                 | 1          | 0          | 0          | 0          | 0          | 0          | NC         |
| 2020      | Super GT — GT500              | Toyota Gazoo Racing Team SARD | 6          | 1          | 0          | 0          | 1          | 31         | 11         |
| 2021      | Super GT — GT500              | Toyota Gazoo Racing Team SARD | 8          | 0          | 0          | 0          | 0          | 34         | 13         |
| 2022      | Чемпионат мира по ралли       | —                             | 1          | 0          | —          | —          | 0          | 1          | 37         |
| Источник: |                               |                               |            |            |            |            |            |            |            |

### Результаты выступлений в серии GP2
| Легенда к таблице |                                                                    |
| --- | ------------------------------------------------------------------ |
| В таблице перечислены результаты всех Гран-при Формулы-1, в которых принимал участие гонщик. Строками таблицы являются сезоны, столбцами — этапы чемпионата мира. В каждой клетке указаны сокращённое название этапа и результат, дополнительно обозначенный цветом. Расшифровка обозначений и цветов представлена в нижеследующей таблице. |                                                                    |
| \| Пример \| Описание \| \| ------------ \| ------------------------------------------------------------------ \| \| 1 \| Победитель \| \| 2 \| Второе место \| \| 3 \| Третье место \| \| 5 \| Финишировал, заработав очки \| \| Сход \| Не финишировал, но при этом заработал очки \| \| 12 \| Финишировал, не получив очков \| \| НКЛ \| Финишировал, но не попал в финальную классификацию \| \| 15 \| Участвовал вне зачёта, либо по отдельной классификации \| \| 18 \| Не финишировал, но попал в финальную классификацию \| \| Сход \| Не финишировал \| \| НКВ \| Не прошёл квалификацию \| \| НПКВ \| Не прошёл предквалификацию \| \| ДСК \| Дисквалифицирован \| \| ИСК \| Исключён из протокола соревнований \| \| ТТ \| Заявлен для участия только в тренировках \| \| НС \| Участвовал в квалификации, но не стартовал в гонке \| \| Т \| Травмирован или болен \| \| ОТК \| Отказ от участия \| \| НТР \| Прибыл на соревнования, но на трассу не выезжал \| \| НПР \| Был заявлен в числе участников, но не прибыл к началу соревнований \| \| О \| Соревнования отменены \| \| \| Не участвовал \| \| Поул-позиция \| \| \| Быстрый круг \| \| |                                                                    |
| Пример | Описание                                                           |
| 1 | Победитель                                                         |
| 2 | Второе место                                                       |
| 3 | Третье место                                                       |
| 5 | Финишировал, заработав очки                                        |
| Сход | Не финишировал, но при этом заработал очки                         |
| 12 | Финишировал, не получив очков                                      |
| НКЛ | Финишировал, но не попал в финальную классификацию                 |
| 15 | Участвовал вне зачёта, либо по отдельной классификации             |
| 18 | Не финишировал, но попал в финальную классификацию                 |
| Сход | Не финишировал                                                     |
| НКВ | Не прошёл квалификацию                                             |
| НПКВ | Не прошёл предквалификацию                                         |
| ДСК | Дисквалифицирован                                                  |
| ИСК | Исключён из протокола соревнований                                 |
| ТТ | Заявлен для участия только в тренировках                           |
| НС | Участвовал в квалификации, но не стартовал в гонке                 |
| Т | Травмирован или болен                                              |
| ОТК | Отказ от участия                                                   |
| НТР | Прибыл на соревнования, но на трассу не выезжал                    |
| НПР | Был заявлен в числе участников, но не прибыл к началу соревнований |
| О | Соревнования отменены                                              |
| | Не участвовал                                                      |
| Поул-позиция |                                                                    |
| Быстрый круг |                                                                    |

| Год  | Команда             | 1     | 2       | 3       | 4          | 5       | 6     | 7          | 8     | 9       | 10      | 11      | 12      | 13      | 14      | 15      | 16       | 17      | 18    | 19      | 20       | 21      | 22      | 23         | ЛЗ | Очки |
| ---- | ------------------- | ----- | ------- | ------- | ---------- | ------- | ----- | ---------- | ----- | ------- | ------- | ------- | ------- | ------- | ------- | ------- | -------- | ------- | ----- | ------- | -------- | ------- | ------- | ---------- | -- | ---- |
| 2005 | Arden International | САН 1 | САН 2 3 | ИСП 1 3 | ИСП 2 Сход | МОН 1 5 | ЕВР 1 | ЕВР 2 Сход | ФРА 1 | ФРА 2 3 | ВЕЛ 1 2 | ВЕЛ 2 3 | ГЕР 1 5 | ГЕР 2 6 | ВЕН 1 2 | ВЕН 2 5 | ТУЦ 1 10 | ТУЦ 2 1 | ИТА 1 | ИТА 2 5 | БЕЛ 1 15 | БЕЛ 2 9 | БАХ 1 3 | БАХ 2 Сход | 2  | 105  |

### Результаты выступлений в Формуле-1
| Легенда к таблице |                                                                    |
| --- | ------------------------------------------------------------------ |
| В таблице перечислены результаты всех Гран-при Формулы-1, в которых принимал участие гонщик. Строками таблицы являются сезоны, столбцами — этапы чемпионата мира. В каждой клетке указаны сокращённое название этапа и результат, дополнительно обозначенный цветом. Расшифровка обозначений и цветов представлена в нижеследующей таблице. |                                                                    |
| \| Пример \| Описание \| \| ------------ \| ------------------------------------------------------------------ \| \| 1 \| Победитель \| \| 2 \| Второе место \| \| 3 \| Третье место \| \| 5 \| Финишировал, заработав очки \| \| Сход \| Не финишировал, но при этом заработал очки \| \| 12 \| Финишировал, не получив очков \| \| НКЛ \| Финишировал, но не попал в финальную классификацию \| \| 15 \| Участвовал вне зачёта, либо по отдельной классификации \| \| 18 \| Не финишировал, но попал в финальную классификацию \| \| Сход \| Не финишировал \| \| НКВ \| Не прошёл квалификацию \| \| НПКВ \| Не прошёл предквалификацию \| \| ДСК \| Дисквалифицирован \| \| ИСК \| Исключён из протокола соревнований \| \| ТТ \| Заявлен для участия только в тренировках \| \| НС \| Участвовал в квалификации, но не стартовал в гонке \| \| Т \| Травмирован или болен \| \| ОТК \| Отказ от участия \| \| НТР \| Прибыл на соревнования, но на трассу не выезжал \| \| НПР \| Был заявлен в числе участников, но не прибыл к началу соревнований \| \| О \| Соревнования отменены \| \| \| Не участвовал \| \| Поул-позиция \| \| \| Быстрый круг \| \| |                                                                    |
| Пример | Описание                                                           |
| 1 | Победитель                                                         |
| 2 | Второе место                                                       |
| 3 | Третье место                                                       |
| 5 | Финишировал, заработав очки                                        |
| Сход | Не финишировал, но при этом заработал очки                         |
| 12 | Финишировал, не получив очков                                      |
| НКЛ | Финишировал, но не попал в финальную классификацию                 |
| 15 | Участвовал вне зачёта, либо по отдельной классификации             |
| 18 | Не финишировал, но попал в финальную классификацию                 |
| Сход | Не финишировал                                                     |
| НКВ | Не прошёл квалификацию                                             |
| НПКВ | Не прошёл предквалификацию                                         |
| ДСК | Дисквалифицирован                                                  |
| ИСК | Исключён из протокола соревнований                                 |
| ТТ | Заявлен для участия только в тренировках                           |
| НС | Участвовал в квалификации, но не стартовал в гонке                 |
| Т | Травмирован или болен                                              |
| ОТК | Отказ от участия                                                   |
| НТР | Прибыл на соревнования, но на трассу не выезжал                    |
| НПР | Был заявлен в числе участников, но не прибыл к началу соревнований |
| О | Соревнования отменены                                              |
| | Не участвовал                                                      |
| Поул-позиция |                                                                    |
| Быстрый круг |                                                                    |

| Сезон | Команда                   | Шасси          | Двигатель               | Ш | 1        | 2        | 3       | 4        | 5        | 6        | 7        | 8        | 9        | 10     | 11       | 12       | 13     | 14     | 15       | 16       | 17       | 18     | 19     | 20     | Место | Очки |
| ----- | ------------------------- | -------------- | ----------------------- | - | -------- | -------- | ------- | -------- | -------- | -------- | -------- | -------- | -------- | ------ | -------- | -------- | ------ | ------ | -------- | -------- | -------- | ------ | ------ | ------ | ----- | ---- |
| 2007  | ING Renault F1 Team       | Renault R27    | Renault RS27 2,4 V8     | B | АВС 10   | МАЛ 8    | БАХ 9   | ИСП 7    | МОН 13   | КАН 4    | США 5    | ФРА 15   | ВЕЛ 7    | ЕВР 8  | ВЕН 8    | ТУР 6    | ИТА 7  | БЕЛ 8  | ЯПО 2    | КИТ 9    | БРА Сход |        |        |        | 7     | 30   |
| 2008  | Vodafone McLaren Mercedes | McLaren MP4-23 | Mercedes FO108V 2,4 V8  | B | АВС 5    | МАЛ 3    | БАХ 5   | ИСП Сход | ТУР 12   | МОН 8    | КАН 9    | ФРА 4    | ВЕЛ 5    | ГЕР 5  | ВЕН 1    | ЕВР 4    | БЕЛ 10 | ИТА 2  | СИН 10   | ЯПО Сход | КИТ Сход | БРА 7  |        |        | 7     | 53   |
| 2009  | Vodafone McLaren Mercedes | McLaren MP4-24 | Mercedes FO108V 2,4 V8  | B | АВС Сход | МАЛ Сход | КИТ 5   | БАХ 12   | ИСП Сход | МОН Сход | ТУР 14   | ВЕЛ Сход | ГЕР 8    | ВЕН 5  | ЕВР 4    | БЕЛ 6    | ИТА 6  | СИН 7  | ЯПО 11   | БРА 12   | АБУ 11   |        |        |        | 12    | 22   |
| 2010  | Lotus Racing              | Lotus T127     | Cosworth CA 2010 2,4 V8 | B | БАХ 15   | АВС 13   | МАЛ НКЛ | КИТ 14   | ИСП НС   | МОН Сход | ТУР Сход | КАН 16   | ЕВР Сход | ВЕЛ 17 | ГЕР Сход | ВЕН 14   | БЕЛ 16 | ИТА 18 | СИН 16   | ЯПО 12   | КОР 13   | БРА 18 | АБУ 17 |        | 20    | 0    |
| 2011  | Team Lotus                | Lotus T128     | Renault RS27 2,4 V8     | P | АВС Сход | МАЛ 15   | КИТ 16  | ТУР 19   | ИСП Сход | МОН 14   | КАН Сход | ЕВР 19   | ВЕЛ Сход | ГЕР 16 | ВЕН Сход | БЕЛ 15   | ИТА 13 | СИН 16 | ЯПО 18   | КОР 14   | ИНД 14   | АБУ 17 | БРА 16 |        | 22    | 0    |
| 2012  | Caterham F1 Team          | Caterham CT01  | Renault RS27 2,4 V8     | P | АВС Сход | МАЛ 18   | КИТ 23  | БАХ 17   | ИСП 16   | МОН 13   | КАН 18   | ЕВР 14   | ВЕЛ 17   | ГЕР 19 | ВЕН 17   | БЕЛ 17   | ИТА 14 | СИН 15 | ЯПО 15   | КОР 17   | ИНД 18   | АБУ 13 | США 18 | БРА 14 | 22    | 0    |
| 2013  | Caterham F1 Team          | Caterham CT03  | Renault RS27-2013 V8    | P | АВС      | МАЛ      | КИТ     | БАХ тест | ИСП тест | МОН      | КАН      | ВЕЛ      | ГЕР      | ВЕН    | БЕЛ тест | ИТА тест | СИН    | КОР    | ЯПО тест | ИНД      | АБУ тест |        |        |        | 21    | 0    |
| 2013  | Lotus F1 Team             | Lotus E21      | Renault RS27-2013 V8    | P |          |          |         |          |          |          |          |          |          |        |          |          |        |        |          |          |          | США 14 | БРА 14 |        | 21    | 0    |